# Piotr Nam Kyŏng-mun
Piotr Nam Kyŏng-mun (kor. 남경문 베드로; ur. 1796 w Seulu, zm. 20 września 1846 tamże) – koreański święty Kościoła katolickiego, męczennik.
W młodości był żołnierzem, później zajmował się sprzedażą solnych małży. Pełnił misję katechisty. Kiedy w Korei doszło do prześladowań katolików, został aresztowany. Trafił do więzienia, gdzie bezskutecznie próbowano go zmusić do wyrzeczenia się wiary. Został stracony przez uduszenie 20 września 1846 roku.
Został beatyfikowany przez papieża Piusa XI w dniu 5 lipca 1925 roku, a kanonizowany przez papieża Jana Pawła II w dniu 6 maja 1984 roku w Seulu, w grupie 103 koreańskich męczenników.
Wspominany jest w grupie siedmiu męczenników katolickich straconych w więzieniu w Seulu w tym samym dniu (Wawrzyniec Han I-hyŏng, Zuzanna U Sur-im, Józef Im Ch’i-p’ek, Teresa Kim Im-i, Agata Yi Kan-nan i Katarzyna Chŏng Ch’ŏr-yŏm).